# ジェット最終便
「ジェット最終便」（ジェットさいしゅうびん）は、1973年7月10日にワーナー・パイオニアから発売された朱里エイコ通算14枚目のシングル。規格品番: L-1139R

## 解説
朱里エイコ通算14枚目のシングルで、1973年末の『第24回NHK紅白歌合戦』では、トレードマークであったミニスカートではなく、パンツ姿で歌唱した。
タイトルの通り曲のイントロには飛行機が飛びたつ音が収録されており、歌詞にも発売当時は飛行機内で喫煙ができていたため、"煙草の煙"と入っているのも特徴である。

## 収録曲
- 両曲とも作詞: 橋本淳、作曲・編曲: 川口真

1. ジェット最終便
2. 渚のハイウェイ

## 収録作品
- ジェット最終便

ジェット最終便 (アルバム)
SUPER SELECTION TODAY
Greatest Hits '72-'79
朱里エイコ 全曲集
朱里エイコ スーパーベスト・コレクション
朱里エイコ ワーナー・イヤーズ 1971-1979
北国行きで 朱里エイコ ベスト・アルバム
リトル・ダイナマイト 〜 ベスト・オブ・朱里エイコ